# 武雄溫泉車站

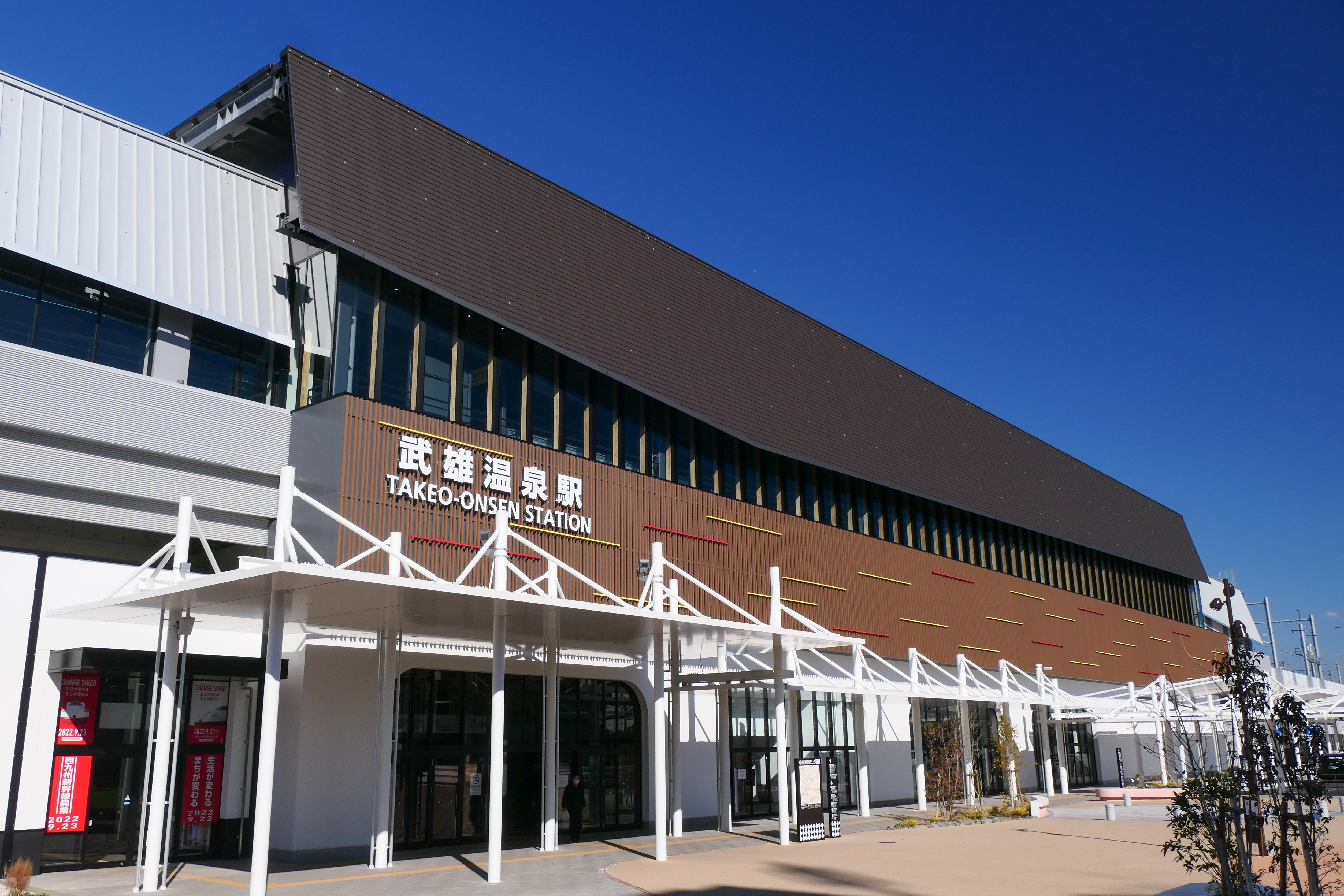
南口(2023年1月)

武雄溫泉站（日语：／ Takeo-onsen eki */?）是位於日本佐賀縣武雄市武雄町大字富岡的九州旅客鐵道（JR九州）鐵路車站。

## 車站構造
- 在來線側式月台1面1線與島式月台1面2線（其中一側目前由新幹線平行轉乘），新幹線側式月台2面2線，合計4面5線的高架車站。
- 直營站，設有綠窗口、自動售票機、升降機、扶手電梯。
- 目前新幹線只使用11月台，與在來線接力海鷗號於10月台平行轉乘。

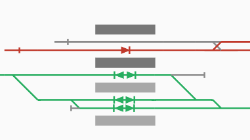
2022年9月起車站軌道配置圖。
紅色為新幹線、綠色為在來線。

### 月台配置
| 月台 | 路線         | 方向 | 目的地                           | 備註                                                                      |
| ---- | ------------ | ---- | -------------------------------- | ------------------------------------------------------------------------- |
| 1・2 | ■佐世保線    | 下行 | 有田、早岐、佐世保、豪斯登堡方向 | □特急「綠」「豪斯登堡」 □觀光特急「雙星4047」 （以本站起訖、多使用1月台） |
| 1・2 | ■佐世保線    | 上行 | 江北、佐賀、新鳥栖、博多方向     | □特急「綠」「豪斯登堡」 □觀光特急「雙星4047」 （以本站起訖、多使用1月台） |
| 10   | ■佐世保線    | 下行 | 佐世保、豪斯登堡方向             | □特急「接力海鷗」（以本站起訖） □特急「接力綠」「接力豪斯登堡」           |
| 10   | ■佐世保線    | 上行 | 新鳥栖、博多方向                 | □特急「接力海鷗」（以本站起訖） □特急「接力綠」「接力豪斯登堡」           |
| 11   | 西九州新幹線 | 下行 | 諫早、長崎方向                   | 目前僅使用此月台                                                          |
| 12   | 西九州新幹線 | 下行 | 諫早、長崎方向                   |                                                                           |

（出處：JR九州 駅情報一覧 （页面存档备份，存于））

## 車站歷史
- 1895年5月5日：九州鐵道長崎線之柄崎車站啟用。
- 1897年7月10日：改名為武雄車站。
- 1975年6月9日：改名為武雄温泉車站。
- 1987年4月1日：日本國鐵分割民營化，武雄温泉車站的營運轉由JR九州繼承。
- 2009年12月5日：車站高架化完工。
- 2022年9月23日：西九州新幹線武雄溫泉至長崎之間通車。
- 2024年度：開始支援SUGOCA付款，並加設對應IC卡出、入閘的讀寫器[1]。

## 利用状況
以下為每年度本站1日平均乘車人次。2021年度前為純在來線客量；2022年度起則以新幹線及在來線使用人數合併計算。
| 年度 | 平均每日乘車人次 |
| ---- | ---------------- |
| 2015 | 1,708            |
| 2016 |                  |
| 2017 | 1,763            |
| 2018 | 1,781            |
| 2019 | 1,700            |
| 2020 | 1,292            |
| 2021 | 1,264            |
| 2022 | 1,716            |
| 2023 | 1,953            |

## 車站周邊
- 武雄溫泉
- 武雄市役所

## 相鄰車站
九州旅客鐵道
西九州新幹線
武雄溫泉－嬉野溫泉
■佐世保線
■特急「雙星4047」（以本站起訖）
上午班次
武雄溫泉站 → 江北站
下午班次
有田站 → 武雄溫泉站
■ 特急「綠」「豪斯登堡」
江北－武雄溫泉－有田
■ 特急「接力海鷗」（與新幹線海鷗號平行轉乘）
江北－武雄溫泉
■普通
高橋－武雄溫泉－永尾

## 外部連結
- 武雄温泉車站（JR九州,日文）（页面存档备份，存于）